# Liste des monuments historiques protégés en 1976
Cet article recense les monuments historiques français classés ou inscrits en 1976.

## Protections
| Édifice                                                                   | Commune                               | Département             | Région                     | Protection | Base Mérimée                         | Coordonnées                        | Image |
| ------------------------------------------------------------------------- | ------------------------------------- | ----------------------- | -------------------------- | ---------- | ------------------------------------ | ---------------------------------- | ----- |
| Église Saint-Oyen                                                         | Vongnes                               | Ain                     | Auvergne-Rhône-Alpes       | inscrit    | « PA00116601 », notice no PA00116601 | 45° 48′ 45″ nord, 5° 43′ 29″ est   |       |
| Hôtel de Roye                                                             | Soissons                              | Aisne                   | Hauts-de-France            | classé     | « PA00115946 », notice no PA00115946 | 49° 23′ 01″ nord, 3° 19′ 23″ est   |       |
| Immeuble, 25 rue de Decize                                                | Moulins                               | Allier                  | Auvergne-Rhône-Alpes       | inscrit    | « PA00093211 », notice no PA00093211 | 46° 34′ 14″ nord, 3° 19′ 57″ est   |       |
| Château des Chaulets                                                      | Souvigny                              | Allier                  | Auvergne-Rhône-Alpes       | inscrit    | « PA00093301 », notice no PA00093301 | 46° 31′ 13″ nord, 3° 12′ 31″ est   |       |
| Église Saint-Éloi                                                         | Meaulne-Vitray                        | Allier                  | Auvergne-Rhône-Alpes       | inscrit    | « PA00093373 », notice no PA00093373 | 46° 36′ 38″ nord, 2° 39′ 34″ est   |       |
| Immeuble                                                                  | Digne-les-Bains                       | Alpes-de-Haute-Provence | Provence-Alpes-Côte d'Azur | inscrit    | « PA00080382 », notice no PA00080382 | 44° 05′ 32″ nord, 6° 14′ 14″ est   |       |
| Chapelle Saint-Apollinaire                                                | Puimoisson                            | Alpes-de-Haute-Provence | Provence-Alpes-Côte d'Azur | classé     | « PA00080447 », notice no PA00080447 | 43° 51′ 30″ nord, 6° 09′ 34″ est   |       |
| Château de Gréolières                                                     | Gréolières                            | Alpes-Maritimes         | Provence-Alpes-Côte d'Azur | inscrit    | « PA00080745 », notice no PA00080745 | 43° 47′ 41″ nord, 6° 56′ 33″ est   |       |
| Caserne Rusca et tour de l'Horloge                                        | Nice                                  | Alpes-Maritimes         | Provence-Alpes-Côte d'Azur | inscrit    | « PA00080778 », notice no PA00080778 | 43° 41′ 49″ nord, 7° 16′ 25″ est   |       |
| Musée des beaux-arts Cheret                                               | Nice                                  | Alpes-Maritimes         | Provence-Alpes-Côte d'Azur | inscrit    | « PA00080804 », notice no PA00080804 | 43° 41′ 40″ nord, 7° 14′ 56″ est   |       |
| Château de Savignac-les-Ormeaux                                           | Savignac-les-Ormeaux                  | Ariège                  | Occitanie                  | inscrit    | « PA00093917 », notice no PA00093917 | 42° 40′ 23″ nord, 1° 51′ 05″ est   |       |
| Église Saint-Éloi                                                         | Racines                               | Aube                    | Grand Est                  | inscrit    | « PA00078195 », notice no PA00078195 | 48° 03′ 01″ nord, 3° 50′ 41″ est   |       |
| Église Saint-Gengoul                                                      | Rouilly-Sacey                         | Aube                    | Grand Est                  | inscrit    | « PA00078210 », notice no PA00078210 | 48° 20′ 51″ nord, 4° 16′ 32″ est   |       |
| Église Saint-Sernin                                                       | Labastide-Esparbairenque              | Aude                    | Occitanie                  | inscrit    | « PA00102706 », notice no PA00102706 | 43° 24′ 05″ nord, 2° 22′ 42″ est   |       |
| Château de Mézerville                                                     | Mézerville                            | Aude                    | Occitanie                  | inscrit    | « PA00102770 », notice no PA00102770 | 43° 15′ 36″ nord, 1° 47′ 35″ est   |       |
| Hôtel de la Brigade                                                       | Narbonne                              | Aude                    | Occitanie                  | inscrit    | « PA00102811 », notice no PA00102811 | 43° 11′ 04″ nord, 3° 00′ 21″ est   |       |
| Château de Villerouge-Termenès                                            | Villerouge-Termenès                   | Aude                    | Occitanie                  | classé     | « PA00102922 », notice no PA00102922 | 43° 00′ 24″ nord, 2° 37′ 36″ est   |       |
| Église Saint-Pierre et oratoire                                           | Canet-de-Salars                       | Aveyron                 | Occitanie                  | inscrit    | « PA00093987 », notice no PA00093987 | 44° 14′ 07″ nord, 2° 45′ 18″ est   |       |
| Château de Montrozier                                                     | Montrozier                            | Aveyron                 | Occitanie                  | inscrit    | « PA00094072 », notice no PA00094072 | 44° 24′ 22″ nord, 2° 44′ 46″ est   |       |
| Maison de l'Annonciation                                                  | Rodez                                 | Aveyron                 | Occitanie                  | classé     | « PA00094126 », notice no PA00094126 | 44° 20′ 57″ nord, 2° 34′ 32″ est   |       |
| Château de Sainte-Eulalie-d'Olt                                           | Sainte-Eulalie-d'Olt                  | Aveyron                 | Occitanie                  | inscrit    | « PA00094148 », notice no PA00094148 | 44° 27′ 51″ nord, 2° 56′ 46″ est   |       |
| Château des Templiers                                                     | Sainte-Eulalie-de-Cernon              | Aveyron                 | Occitanie                  | classé     | « PA00094146 », notice no PA00094146 | 43° 58′ 56″ nord, 3° 08′ 07″ est   |       |
| Château de la Garde                                                       | Salles-la-Source                      | Aveyron                 | Occitanie                  | inscrit    | « PA00094173 », notice no PA00094173 | 44° 27′ 41″ nord, 2° 34′ 04″ est   |       |
| Site archéologique                                                        | Benfeld                               | Bas-Rhin                | Grand Est                  | inscrit    | « PA00084609 », notice no PA00084609 | 48° 22′ 11″ nord, 7° 36′ 52″ est   |       |
| Église protestante                                                        | Hangenbieten                          | Bas-Rhin                | Grand Est                  | inscrit    | « PA00084742 », notice no PA00084742 | 48° 33′ 26″ nord, 7° 36′ 45″ est   |       |
| Château des Rohan                                                         | Mutzig                                | Bas-Rhin                | Grand Est                  | inscrit    | « PA00084814 », notice no PA00084814 | 48° 32′ 11″ nord, 7° 27′ 13″ est   |       |
| Château de la Pioline                                                     | Aix-en-Provence                       | Bouches-du-Rhône        | Provence-Alpes-Côte d'Azur | classé     | « PA00080992 », notice no PA00080992 | 43° 30′ 31″ nord, 5° 24′ 17″ est   |       |
| Maison des Remparts                                                       | Les Baux-de-Provence                  | Bouches-du-Rhône        | Provence-Alpes-Côte d'Azur | inscrit    | « PA00081222 », notice no PA00081222 | 43° 44′ 40″ nord, 4° 47′ 42″ est   |       |
| Château de Boulbon                                                        | Boulbon                               | Bouches-du-Rhône        | Provence-Alpes-Côte d'Azur | classé     | « PA00081232 », notice no PA00081232 | 43° 51′ 46″ nord, 4° 41′ 43″ est   |       |
| Hôtel de ville                                                            | Pélissanne                            | Bouches-du-Rhône        | Provence-Alpes-Côte d'Azur | inscrit    | « PA00081402 », notice no PA00081402 | 43° 37′ 49″ nord, 5° 08′ 59″ est   |       |
| Château de Cabanes                                                        | Rognes                                | Bouches-du-Rhône        | Provence-Alpes-Côte d'Azur | inscrit    | « PA00081414 », notice no PA00081414 | 43° 37′ 39″ nord, 5° 24′ 22″ est   |       |
| Hôtel de ville                                                            | Tarascon                              | Bouches-du-Rhône        | Provence-Alpes-Côte d'Azur | classé     | « PA00081477 », notice no PA00081477 | 43° 48′ 22″ nord, 4° 39′ 27″ est   |       |
| Polissoir                                                                 | Bons-Tassilly                         | Calvados                | Normandie                  | inscrit    | « PA00111107 », notice no PA00111107 | 48° 58′ 10″ nord, 0° 13′ 25″ ouest |       |
| Polissoir                                                                 | Bons-Tassilly                         | Calvados                | Normandie                  | inscrit    | « PA00111108 », notice no PA00111108 | 48° 58′ 10″ nord, 0° 13′ 25″ ouest |       |
| Ancienne abbaye aux Dames (actuel siège du conseil régional de Normandie) | Caen                                  | Calvados                | Normandie                  | classé     | « PA00111123 », notice no PA00111123 | 49° 11′ 13″ nord, 0° 21′ 09″ ouest |       |
| Manoir de Montfreule                                                      | Méry-Corbon                           | Calvados                | Normandie                  | inscrit    | « PA00111533 », notice no PA00111533 | 49° 07′ 04″ nord, 0° 03′ 52″ ouest |       |
| Menhirs de la Plumaudière                                                 | Montchauvet                           | Calvados                | Normandie                  | inscrit    | « PA00111557 », notice no PA00111557 | 48° 56′ 17″ nord, 0° 42′ 20″ ouest |       |
| Cour de la Maison                                                         | Varaville                             | Calvados                | Normandie                  | inscrit    | « PA00111775 », notice no PA00111775 | 49° 15′ 49″ nord, 0° 09′ 54″ ouest |       |
| Église Saint-Pierre                                                       | Antignac                              | Cantal                  | Auvergne-Rhône-Alpes       | inscrit    | « PA00093441 », notice no PA00093441 | 45° 20′ 31″ nord, 2° 32′ 44″ est   |       |
| Église Saint-Martin                                                       | Thiézac                               | Cantal                  | Auvergne-Rhône-Alpes       | inscrit    | « PA00093700 », notice no PA00093700 | 45° 00′ 51″ nord, 2° 39′ 51″ est   |       |
| Château de la Grande Chapelle                                             | Champmillon                           | Charente                | Nouvelle-Aquitaine         | inscrit    | « PA00104278 », notice no PA00104278 | 45° 38′ 51″ nord, 0° 00′ 59″ est   |       |
| Pont transbordeur de Rochefort                                            | Rochefort                             | Charente-Maritime       | Nouvelle-Aquitaine         | classé     | « PA00104870 », notice no PA00104870 | 45° 54′ 58″ nord, 0° 57′ 39″ ouest |       |
| Château de la Périsse                                                     | Dun-sur-Auron                         | Cher                    | Centre-Val de Loire        | inscrit    | « PA00096787 », notice no PA00096787 | 46° 53′ 03″ nord, 2° 31′ 17″ est   |       |
| Église Saint-Mathurin de Saint-Mathurin-Léobazel                          | Camps-Saint-Mathurin-Léobazel         | Corrèze                 | Nouvelle-Aquitaine         | inscrit    | « PA00099868 », notice no PA00099868 | 45° 01′ 04″ nord, 2° 00′ 49″ est   |       |
| Église Saint-Pierre-ès-Liens de Courteix                                  | Courteix                              | Corrèze                 | Nouvelle-Aquitaine         | inscrit    | « PA00099753 », notice no PA00099753 | 45° 38′ 55″ nord, 2° 20′ 35″ est   |       |
| Manoir des Miracles                                                       | Juillac                               | Corrèze                 | Nouvelle-Aquitaine         | inscrit    | « PA00099781 », notice no PA00099781 | 45° 19′ 02″ nord, 1° 19′ 17″ est   |       |
| Église Saint-Calmine de Laguenne                                          | Laguenne                              | Corrèze                 | Nouvelle-Aquitaine         | inscrit    | « PA00099783 », notice no PA00099783 | 45° 14′ 29″ nord, 1° 46′ 58″ est   |       |
| Dolmen de Peyro-Coupeliero                                                | Lamazière-Haute                       | Corrèze                 | Nouvelle-Aquitaine         | inscrit    | « PA00099786 », notice no PA00099786 | 45° 40′ 03″ nord, 2° 23′ 34″ est   |       |
| Église Saint-Martial de Palisse                                           | Palisse                               | Corrèze                 | Nouvelle-Aquitaine         | inscrit    | « PA00099825 », notice no PA00099825 | 45° 25′ 08″ nord, 2° 12′ 24″ est   |       |
| Maison des Appeaux                                                        | Ségur-le-Château                      | Corrèze                 | Nouvelle-Aquitaine         | inscrit    | « PA00099891 », notice no PA00099891 | 45° 25′ 48″ nord, 1° 18′ 11″ est   |       |
| Église Saint-Martin de Viam                                               | Viam                                  | Corrèze                 | Nouvelle-Aquitaine         | classé     | « PA00099954 », notice no PA00099954 | 45° 36′ 33″ nord, 1° 53′ 05″ est   |       |
| Palais Fesch                                                              | Ajaccio                               | Corse-du-Sud            | Corse                      | classé     | « PA00099071 », notice no PA00099071 | 41° 55′ 19″ nord, 8° 44′ 19″ est   |       |
| Pont de Spina-Cavallu                                                     | Arbellara                             | Corse-du-Sud            | Corse                      | classé     | « PA00099073 », notice no PA00099073 | 41° 39′ 21″ nord, 8° 58′ 52″ est   |       |
| Pont de Spina-Cavallu                                                     | Sartène                               | Corse-du-Sud            | Corse                      | classé     | « PA00099119 », notice no PA00099119 | 41° 39′ 21″ nord, 8° 58′ 52″ est   |       |
| Couvent Saint-François de Bonifacio                                       | Bonifacio                             | Corse-du-Sud            | Corse                      | inscrit    | « PA00099078 », notice no PA00099078 | 41° 23′ 10″ nord, 9° 09′ 01″ est   |       |
| Pont de Pianella                                                          | Ota                                   | Corse-du-Sud            | Corse                      | classé     | « PA00099099 », notice no PA00099099 | 42° 15′ 23″ nord, 8° 45′ 40″ est   |       |
| Pont d'Abra                                                               | Petreto-Bicchisano, Zigliara          | Corse-du-Sud            | Corse                      | classé     | « PA00099101 », notice no PA00099101 | 41° 48′ 36″ nord, 8° 57′ 35″ est   |       |
| Chapelle Sainte-Marie de Quenza                                           | Quenza                                | Corse-du-Sud            | Corse                      | classé     | « PA00099104 », notice no PA00099104 | 41° 45′ 47″ nord, 9° 08′ 05″ est   |       |
| Église Saint-Jean de Cinarca                                              | Sari-d'Orcino                         | Corse-du-Sud            | Corse                      | classé     | « PA00099111 », notice no PA00099111 | 42° 03′ 42″ nord, 8° 48′ 05″ est   |       |
| Hôpital Sainte-Reine                                                      | Alise-Sainte-Reine                    | Côte-d'Or               | Bourgogne-Franche-Comté    | inscrit    | « PA00112056 », notice no PA00112056 | 47° 32′ 16″ nord, 4° 29′ 10″ est   |       |
| Église Saint-Pierre                                                       | Asnières-en-Montagne                  | Côte-d'Or               | Bourgogne-Franche-Comté    | inscrit    | « PA00112072 », notice no PA00112072 | 47° 43′ 05″ nord, 4° 16′ 25″ est   |       |
| Chapelle de Layer                                                         | Bissey-la-Côte                        | Côte-d'Or               | Bourgogne-Franche-Comté    | inscrit    | « PA00112142 », notice no PA00112142 | 47° 53′ 33″ nord, 4° 41′ 03″ est   |       |
| Château de Brazey-en-Morvan                                               | Brazey-en-Morvan                      | Côte-d'Or               | Bourgogne-Franche-Comté    | inscrit    | « PA00112158 », notice no PA00112158 | 47° 10′ 40″ nord, 4° 17′ 25″ est   |       |
| Église Saint-André                                                        | Broin                                 | Côte-d'Or               | Bourgogne-Franche-Comté    | inscrit    | « PA00112163 », notice no PA00112163 | 47° 04′ 42″ nord, 5° 06′ 47″ est   |       |
| Château de Chorey-les-Beaune                                              | Chorey-les-Beaune                     | Côte-d'Or               | Bourgogne-Franche-Comté    | inscrit    | « PA00112213 », notice no PA00112213 | 47° 02′ 55″ nord, 4° 51′ 53″ est   |       |
| Château de Corcelles-les-Arts                                             | Corcelles-les-Arts                    | Côte-d'Or               | Bourgogne-Franche-Comté    | inscrit    | « PA00112224 », notice no PA00112224 | 46° 57′ 05″ nord, 4° 47′ 48″ est   |       |
| Église Saint-Léger                                                        | Flammerans                            | Côte-d'Or               | Bourgogne-Franche-Comté    | inscrit    | « PA00112452 », notice no PA00112452 | 47° 13′ 51″ nord, 5° 26′ 53″ est   |       |
| Château de Grignon                                                        | Grignon                               | Côte-d'Or               | Bourgogne-Franche-Comté    | inscrit    | « PA00112486 », notice no PA00112486 | 47° 33′ 39″ nord, 4° 24′ 33″ est   |       |
| Château de Promenois                                                      | Jouey                                 | Côte-d'Or               | Bourgogne-Franche-Comté    | inscrit    | « PA00112496 », notice no PA00112496 | 47° 10′ 22″ nord, 4° 27′ 45″ est   |       |
| Église Saint-Barthélémy                                                   | Léry                                  | Côte-d'Or               | Bourgogne-Franche-Comté    | inscrit    | « PA00112509 », notice no PA00112509 | 47° 33′ 26″ nord, 4° 50′ 19″ est   |       |
| Château de Magny-lès-Aubigny                                              | Magny-lès-Aubigny                     | Côte-d'Or               | Bourgogne-Franche-Comté    | inscrit    | « PA00112518 », notice no PA00112518 | 47° 06′ 55″ nord, 5° 10′ 29″ est   |       |
| Hôpital                                                                   | Mont-Saint-Jean                       | Côte-d'Or               | Bourgogne-Franche-Comté    | classé     | « PA00112562 », notice no PA00112562 | 47° 17′ 38″ nord, 4° 24′ 12″ est   |       |
| Église Saint-Pierre                                                       | Pommard                               | Côte-d'Or               | Bourgogne-Franche-Comté    | inscrit    | « PA00112590 », notice no PA00112590 | 47° 00′ 32″ nord, 4° 47′ 41″ est   |       |
| Château de Quincerot                                                      | Quincerot                             | Côte-d'Or               | Bourgogne-Franche-Comté    | inscrit    | « PA00112604 », notice no PA00112604 | 47° 36′ 37″ nord, 4° 15′ 57″ est   |       |
| Église Saint-Pierre                                                       | Saint-Pierre-en-Vaux                  | Côte-d'Or               | Bourgogne-Franche-Comté    | inscrit    | « PA00112636 », notice no PA00112636 | 47° 04′ 14″ nord, 4° 31′ 44″ est   |       |
| Château de Montille                                                       | Semur-en-Auxois                       | Côte-d'Or               | Bourgogne-Franche-Comté    | inscrit    | « PA00112667 », notice no PA00112667 | 47° 28′ 23″ nord, 4° 19′ 28″ est   |       |
| Hospices de Seurre                                                        | Seurre                                | Côte-d'Or               | Bourgogne-Franche-Comté    | inscrit    | « PA00112679 », notice no PA00112679 | 46° 59′ 45″ nord, 5° 08′ 47″ est   |       |
| Lavoir de Vanvey                                                          | Vanvey                                | Côte-d'Or               | Bourgogne-Franche-Comté    | inscrit    | « PA00112710 », notice no PA00112710 | 47° 50′ 06″ nord, 4° 42′ 32″ est   |       |
| Église Notre-Dame-de-l'Assomption                                         | Vanvey                                | Côte-d'Or               | Bourgogne-Franche-Comté    | inscrit    | « PA00112709 », notice no PA00112709 | 47° 50′ 02″ nord, 4° 42′ 31″ est   |       |
| Château de Couëllan                                                       | Guitté                                | Côtes-d'Armor           | Bretagne                   | inscrit    | « PA00089191 », notice no PA00089191 | 48° 16′ 56″ nord, 2° 08′ 47″ ouest |       |
| Manoir de la Vigne                                                        | Matignon                              | Côtes-d'Armor           | Bretagne                   | inscrit    | « PA00089324 », notice no PA00089324 | 48° 36′ 53″ nord, 2° 18′ 01″ ouest |       |
| Tumulus de Kerlabour                                                      | Sainte-Tréphine                       | Côtes-d'Armor           | Bretagne                   | inscrit    | « PA00089661 », notice no PA00089661 | 48° 16′ 43″ nord, 3° 09′ 09″ ouest |       |
| Commanderie du temple de la Nouée                                         | Yvignac-la-Tour                       | Côtes-d'Armor           | Bretagne                   | inscrit    | « PA00089754 », notice no PA00089754 | 48° 22′ 33″ nord, 2° 09′ 14″ ouest |       |
| Église Saint-Martin-de-Noizé d'Oiron                                      | Oiron                                 | Deux-Sèvres             | Nouvelle-Aquitaine         | classé     | « PA00101297 », notice no PA00101297 | 46° 54′ 10″ nord, 0° 05′ 25″ ouest |       |
| Manoir de Monpeyrat                                                       | Le Bugue                              | Dordogne                | Nouvelle-Aquitaine         | inscrit    | « PA00082414 », notice no PA00082414 | 44° 56′ 12″ nord, 0° 53′ 03″ est   |       |
| Ancienne abbaye de Cadouin                                                | Le Buisson-de-Cadouin                 | Dordogne                | Nouvelle-Aquitaine         | classé     | « PA00082415 », notice no PA00082415 | 44° 48′ 41″ nord, 0° 52′ 26″ est   |       |
| Halle de Cadouin                                                          | Le Buisson-de-Cadouin                 | Dordogne                | Nouvelle-Aquitaine         | classé     | « PA00082421 », notice no PA00082421 | 44° 48′ 41″ nord, 0° 52′ 24″ est   |       |
| Forge Neuve                                                               | Javerlhac-et-la-Chapelle-Saint-Robert | Dordogne                | Nouvelle-Aquitaine         | inscrit    | « PA00082589 », notice no PA00082589 | 45° 34′ 30″ nord, 0° 32′ 59″ est   |       |
| Château de Marsalès                                                       | Marsalès                              | Dordogne                | Nouvelle-Aquitaine         | inscrit    | « PA00082636 », notice no PA00082636 | 44° 41′ 44″ nord, 0° 53′ 17″ est   |       |
| Château de Saint-Geniès                                                   | Saint-Geniès                          | Dordogne                | Nouvelle-Aquitaine         | classé     | « PA00082837 », notice no PA00082837 | 44° 59′ 39″ nord, 1° 15′ 02″ est   |       |
| Hôtel des Voyageurs                                                       | Saint-Pardoux-la-Rivière              | Dordogne                | Nouvelle-Aquitaine         | inscrit    | « PA00082885 », notice no PA00082885 | 45° 29′ 36″ nord, 0° 44′ 45″ est   |       |
| Immeuble                                                                  | Sarlat-la-Canéda                      | Dordogne                | Nouvelle-Aquitaine         | inscrit    | « PA00082954 », notice no PA00082954 | 44° 53′ 23″ nord, 1° 13′ 04″ est   |       |
| Château de Montfaucon                                                     | Montfaucon                            | Doubs                   | Bourgogne-Franche-Comté    | inscrit    | « PA00101686 », notice no PA00101686 | 47° 14′ 46″ nord, 6° 04′ 42″ est   |       |
| Hypogée de la Fontaine Saint-Léger                                        | Buno-Bonnevaux                        | Essonne                 | Île-de-France              | classé     | « PA00087847 », notice no PA00087847 | 48° 21′ 40″ nord, 2° 24′ 10″ est   |       |
| Château d'Écharcon                                                        | Écharcon                              | Essonne                 | Île-de-France              | classé     | « PA00087889 », notice no PA00087889 | 48° 34′ 14″ nord, 2° 24′ 33″ est   |       |
| Château de Courteilles                                                    | Courteilles                           | Eure                    | Normandie                  | inscrit    | « PA00099379 », notice no PA00099379 | 48° 44′ 05″ nord, 1° 00′ 22″ est   |       |
| Pavillon du parc du Douai de Graville                                     | Gisors                                | Eure                    | Normandie                  | classé     | « PA00099433 », notice no PA00099433 | 49° 16′ 42″ nord, 1° 46′ 23″ est   |       |
| Fondation Claude Monet                                                    | Giverny                               | Eure                    | Normandie                  | inscrit    | « PA00099435 », notice no PA00099435 | 49° 04′ 31″ nord, 1° 32′ 02″ est   |       |
| Château de Saint-Léger du Plessis-Sainte-Opportune                        | Le Plessis-Sainte-Opportune           | Eure                    | Normandie                  | inscrit    | « PA00099512 », notice no PA00099512 | 49° 03′ 30″ nord, 0° 50′ 09″ est   |       |
| Manoir de la Fromentière                                                  | Saint-Mards-de-Fresne                 | Eure                    | Normandie                  | inscrit    | « PA00099559 », notice no PA00099559 | 49° 04′ 47″ nord, 0° 26′ 06″ est   |       |
| Château de Levesville                                                     | Bailleau-l'Évêque                     | Eure-et-Loir            | Centre-Val de Loire        | inscrit    | « PA00096965 », notice no PA00096965 | 48° 29′ 25″ nord, 1° 23′ 49″ est   |       |
| Maison                                                                    | Chartres                              | Eure-et-Loir            | Centre-Val de Loire        | inscrit    | « PA00097014 », notice no PA00097014 | 48° 26′ 29″ nord, 1° 29′ 22″ est   |       |
| Abbaye Notre-Dame de Coulombs                                             | Coulombs                              | Eure-et-Loir            | Centre-Val de Loire        | inscrit    | « PA00097084 », notice no PA00097084 | 48° 39′ 04″ nord, 1° 32′ 27″ est   |       |
| Château de Denonville                                                     | Denonville                            | Eure-et-Loir            | Centre-Val de Loire        | inscrit    | « PA00097095 », notice no PA00097095 | 48° 23′ 30″ nord, 1° 48′ 34″ est   |       |
| Château de la Ferté-Vidame                                                | La Ferté-Vidame                       | Eure-et-Loir            | Centre-Val de Loire        | classé     | « PA00097106 », notice no PA00097106 | 48° 36′ 32″ nord, 0° 54′ 02″ est   |       |
| Église Saint-Nicolas de La Ferté-Vidame                                   | La Ferté-Vidame                       | Eure-et-Loir            | Centre-Val de Loire        | classé     | « PA00097107 », notice no PA00097107 | 48° 36′ 39″ nord, 0° 53′ 56″ est   |       |
| Château de Mémillon (ancien)                                              | Saint-Maur-sur-le-Loir                | Eure-et-Loir            | Centre-Val de Loire        | classé     | « PA00097201 », notice no PA00097201 | 48° 08′ 31″ nord, 1° 24′ 09″ est   |       |
| Tour de l'Ascanne                                                         | Saint-Ouen-Marchefroy                 | Eure-et-Loir            | Centre-Val de Loire        | inscrit    | « PA00097203 », notice no PA00097203 | 48° 51′ 39″ nord, 1° 31′ 40″ est   |       |
| Chapelle Saint-Sébastien de Guernilis                                     | Briec                                 | Finistère               | Bretagne                   | inscrit    | « PA00089849 », notice no PA00089849 | 48° 08′ 08″ nord, 4° 03′ 03″ ouest |       |
| Maison du Sénéchal                                                        | Carhaix-Plouguer                      | Finistère               | Bretagne                   | classé     | « PA00089863 », notice no PA00089863 | 48° 16′ 35″ nord, 3° 34′ 27″ ouest |       |
| Chapelle Saint-Jean-Botlan d'Edern                                        | Edern                                 | Finistère               | Bretagne                   | inscrit    | « PA00089916 », notice no PA00089916 | 48° 06′ 45″ nord, 3° 56′ 14″ ouest |       |
| Calvaire-fontaine d'Ivrillac                                              | Irvillac                              | Finistère               | Bretagne                   | classé     | « PA00090012 », notice no PA00090012 | 48° 21′ 34″ nord, 4° 11′ 11″ ouest |       |
| Chapelle Notre-Dame du Bergot                                             | Lannilis                              | Finistère               | Bretagne                   | inscrit    | « PA00090061 », notice no PA00090061 | 48° 34′ 11″ nord, 4° 28′ 11″ ouest |       |
| Maison Cornic                                                             | Morlaix                               | Finistère               | Bretagne                   | inscrit    | « PA00090134 », notice no PA00090134 | 48° 37′ 06″ nord, 3° 51′ 16″ ouest |       |
| Maison                                                                    | Quimperlé                             | Finistère               | Bretagne                   | classé     | « PA00090388 », notice no PA00090388 | 47° 52′ 22″ nord, 3° 32′ 45″ ouest |       |
| Hôtel Sauvan                                                              | Aramon                                | Gard                    | Occitanie                  | classé     | « PA00102959 », notice no PA00102959 | 43° 53′ 25″ nord, 4° 40′ 55″ est   |       |
| Église Notre-Dame de Carsan                                               | Carsan                                | Gard                    | Occitanie                  | inscrit    | « PA00103033 », notice no PA00103033 | 44° 14′ 16″ nord, 4° 35′ 37″ est   |       |
| Musée des Jacobins                                                        | Auch                                  | Gers                    | Occitanie                  | inscrit    | « PA00094707 », notice no PA00094707 | 43° 38′ 50″ nord, 0° 35′ 15″ est   |       |
| Château de Bonas                                                          | Bonas                                 | Gers                    | Occitanie                  | inscrit    | « PA00094748 », notice no PA00094748 | 43° 46′ 54″ nord, 0° 24′ 26″ est   |       |
| Maison fortifiée                                                          | Condom                                | Gers                    | Occitanie                  | inscrit    | « PA00094786 », notice no PA00094786 | 43° 58′ 44″ nord, 0° 19′ 13″ est   |       |
| Église de Crémens                                                         | Magnan                                | Gers                    | Occitanie                  | inscrit    | « PA00094851 », notice no PA00094851 | 43° 45′ 45″ nord, 0° 06′ 01″ ouest |       |
| Pile gallo-romaine d'Ordan-Larroque                                       | Ordan-Larroque                        | Gers                    | Occitanie                  | classé     | « PA00094885 », notice no PA00094885 | 43° 42′ 05″ nord, 0° 28′ 07″ est   |       |
| Château de Savignac                                                       | Savignac-Mona                         | Gers                    | Occitanie                  | inscrit    | « PA00094928 », notice no PA00094928 | 43° 29′ 20″ nord, 1° 00′ 31″ est   |       |
| Château de Pimbat-Cruzalet                                                | Vic-Fezensac                          | Gers                    | Occitanie                  | inscrit    | « PA00094956 », notice no PA00094956 | 43° 44′ 46″ nord, 0° 20′ 49″ est   |       |
| Château de Roquetaillade                                                  | Mazères                               | Gironde                 | Nouvelle-Aquitaine         | classé     | « PA00083626 », notice no PA00083626 | 44° 29′ 33″ nord, 0° 16′ 11″ ouest |       |
| Couvent des Dominicains                                                   | Guebwiller                            | Haut-Rhin               | Grand Est                  | classé     | « PA00085439 », notice no PA00085439 | 47° 54′ 29″ nord, 7° 12′ 51″ est   |       |
| Église Saint-Étienne                                                      | Osenbach                              | Haut-Rhin               | Grand Est                  | inscrit    | « PA00085578 », notice no PA00085578 | 47° 59′ 10″ nord, 7° 13′ 06″ est   |       |
| Chapelle Notre-Dame-des-Neiges                                            | Brando                                | Haute-Corse             | Corse                      | classé     | « PA00099166 », notice no PA00099166 | 42° 46′ 42″ nord, 9° 27′ 38″ est   |       |
| Oratoire Saint-Antoine                                                    | Calvi                                 | Haute-Corse             | Corse                      | classé     | « PA00099174 », notice no PA00099174 | 42° 34′ 04″ nord, 8° 45′ 39″ est   |       |
| Chapelle San Quilico                                                      | Cambia                                | Haute-Corse             | Corse                      | classé     | « PA00099176 », notice no PA00099176 | 42° 22′ 44″ nord, 9° 17′ 34″ est   |       |
| Église Sainte-Marguerite                                                  | Carcheto-Brustico                     | Haute-Corse             | Corse                      | classé     | « PA00099178 », notice no PA00099178 | 42° 22′ 00″ nord, 9° 22′ 04″ est   |       |
| Église Saint-André                                                        | Loreto-di-Casinca                     | Haute-Corse             | Corse                      | classé     | « PA00099206 », notice no PA00099206 | 42° 28′ 38″ nord, 9° 25′ 54″ est   |       |
| Chapelle de la confrérie Santa Devota                                     | Piedicroce                            | Haute-Corse             | Corse                      | classé     | « PA00099229 », notice no PA00099229 | 42° 22′ 34″ nord, 9° 22′ 04″ est   |       |
| Église Saints-Pierre-et-Paul                                              | Piedicroce                            | Haute-Corse             | Corse                      | classé     | « PA00099230 », notice no PA00099230 | 42° 22′ 35″ nord, 9° 22′ 04″ est   |       |
| Église Notre-Dame-du-Mont-Carmel                                          | Quercitello                           | Haute-Corse             | Corse                      | classé     | « PA00099236 », notice no PA00099236 | 42° 25′ 51″ nord, 9° 20′ 23″ est   |       |
| Église San Cipriano                                                       | Quercitello                           | Haute-Corse             | Corse                      | inscrit    | « PA00099237 », notice no PA00099237 | 42° 25′ 42″ nord, 9° 21′ 17″ est   |       |
| Chapelle de confrérie                                                     | Rogliano                              | Haute-Corse             | Corse                      | classé     | « PA00099239 », notice no PA00099239 | 42° 57′ 23″ nord, 9° 25′ 10″ est   |       |
| Église San Nicolao                                                        | San-Nicolao                           | Haute-Corse             | Corse                      | classé     | « PA00099243 », notice no PA00099243 | 42° 22′ nord, 9° 30′ est           |       |
| Église Santa Reparata                                                     | Santa-Reparata-di-Balagna             | Haute-Corse             | Corse                      | classé     | « PA00099245 », notice no PA00099245 | 42° 36′ 14″ nord, 8° 55′ 46″ est   |       |
| Église Saint-Jean                                                         | Sorbo-Ocagnano                        | Haute-Corse             | Corse                      | inscrit    | « PA00099250 », notice no PA00099250 | 42° 28′ 42″ nord, 9° 27′ 33″ est   |       |
| Église Saint-Jean-Baptiste                                                | Tox                                   | Haute-Corse             | Corse                      | inscrit    | « PA00099253 », notice no PA00099253 | 42° 15′ 03″ nord, 9° 25′ 48″ est   |       |
| Église Sainte-Marie                                                       | Valle-d'Orezza                        | Haute-Corse             | Corse                      | classé     | « PA00099255 », notice no PA00099255 | 42° 22′ 11″ nord, 9° 23′ 43″ est   |       |
| Chapelle Saint-Georges                                                    | Valle-d'Orezza                        | Haute-Corse             | Corse                      | classé     | « PA00099254 », notice no PA00099254 | 42° 21′ 51″ nord, 9° 23′ 28″ est   |       |
| Pont Eiffel                                                               | Venaco                                | Haute-Corse             | Corse                      | inscrit    | « PA00099257 », notice no PA00099257 | 42° 11′ 34″ nord, 9° 09′ 57″ est   |       |
| Viaduc sur le Vecchio                                                     | Vivario                               | Haute-Corse             | Corse                      | inscrit    | « PA00099260 », notice no PA00099260 | 42° 11′ 34″ nord, 9° 09′ 57″ est   |       |
| Manoir des Frères Tailleurs                                               | Auzeville-Tolosane                    | Haute-Garonne           | Occitanie                  | inscrit    | « PA00094272 », notice no PA00094272 | 43° 31′ 36″ nord, 1° 28′ 43″ est   |       |
| Église Saint-Germain                                                      | Sabonnères                            | Haute-Garonne           | Occitanie                  | inscrit    | « PA00094442 », notice no PA00094442 | 43° 28′ 00″ nord, 1° 03′ 48″ est   |       |
| Couvent des religieux de Saint-Antoine-du-Salin                           | Toulouse                              | Haute-Garonne           | Occitanie                  | inscrit    | « PA00094513 », notice no PA00094513 | 43° 35′ 45″ nord, 1° 26′ 40″ est   |       |
| Immeuble                                                                  | Toulouse                              | Haute-Garonne           | Occitanie                  | classé     | « PA00094579 », notice no PA00094579 | 43° 35′ 38″ nord, 1° 26′ 38″ est   |       |
| Village néolithique de Toulouse                                           | Toulouse                              | Haute-Garonne           | Occitanie                  | classé     | « PA00094645 », notice no PA00094645 | 43° 37′ 14″ nord, 1° 24′ 00″ est   |       |
| Tour du Massadou                                                          | Blesle                                | Haute-Loire             | Auvergne-Rhône-Alpes       | inscrit    | « PA00092611 », notice no PA00092611 | 45° 19′ 12″ nord, 3° 10′ 07″ est   |       |
| Château de la Borie-Chambarel                                             | Céaux-d'Allègre                       | Haute-Loire             | Auvergne-Rhône-Alpes       | inscrit    | « PA00092631 », notice no PA00092631 | 45° 10′ 20″ nord, 3° 46′ 49″ est   |       |
| Hôtel de Miramon                                                          | Le Puy-en-Velay                       | Haute-Loire             | Auvergne-Rhône-Alpes       | classé     | « PA00092767 », notice no PA00092767 | 45° 02′ 44″ nord, 3° 52′ 56″ est   |       |
| Dolmen de la Pierre-qui-Vire                                              | Colombe-lès-Vesoul                    | Haute-Saône             | Bourgogne-Franche-Comté    | classé     | « PA00102141 », notice no PA00102141 | 47° 36′ 54″ nord, 6° 14′ 24″ est   |       |
| Château de la Colombière                                                  | Fouvent-Saint-Andoche                 | Haute-Saône             | Bourgogne-Franche-Comté    | inscrit    | « PA00102169 », notice no PA00102169 | 47° 38′ 03″ nord, 5° 40′ 44″ est   |       |
| Église Saint-Pierre de Jussey                                             | Jussey                                | Haute-Saône             | Bourgogne-Franche-Comté    | inscrit    | « PA00102197 », notice no PA00102197 | 47° 49′ 30″ nord, 5° 54′ 10″ est   |       |
| Hôtel Bretons-d'Amblans                                                   | Luxeuil-les-Bains                     | Haute-Saône             | Bourgogne-Franche-Comté    | inscrit    | « PA00102207 », notice no PA00102207 | 47° 49′ 03″ nord, 6° 22′ 54″ est   |       |
| Château de Quers                                                          | Quers                                 | Haute-Saône             | Bourgogne-Franche-Comté    | inscrit    | « PA00102257 », notice no PA00102257 | 47° 44′ 07″ nord, 6° 25′ 29″ est   |       |
| Palais de justice de Vesoul                                               | Vesoul                                | Haute-Saône             | Bourgogne-Franche-Comté    | inscrit    | « PA00102292 », notice no PA00102292 | 47° 37′ 25″ nord, 6° 09′ 28″ est   |       |
| Chapelle des Chattrix                                                     | Saint-Gervais-les-Bains               | Haute-Savoie            | Auvergne-Rhône-Alpes       | inscrit    | « PA00118432 », notice no PA00118432 | 45° 51′ 45″ nord, 6° 43′ 00″ est   |       |
| Église de la Nativité-de-la-Très-Sainte-Vierge de Bersac-sur-Rivalier     | Bersac-sur-Rivalier                   | Haute-Vienne            | Nouvelle-Aquitaine         | classé     | « PA00100249 », notice no PA00100249 | 46° 04′ 49″ nord, 1° 25′ 34″ est   |       |
| Maison                                                                    | Limoges                               | Haute-Vienne            | Nouvelle-Aquitaine         | inscrit    | « PA00100369 », notice no PA00100369 | 45° 49′ 47″ nord, 1° 15′ 36″ est   |       |
| Halles centrales                                                          | Limoges                               | Haute-Vienne            | Nouvelle-Aquitaine         | inscrit    | « PA00100350 », notice no PA00100350 | 45° 49′ 46″ nord, 1° 15′ 24″ est   |       |
| Chapelle Saint-Barthélemy de La Salle-les-Alpes                           | La Salle-les-Alpes                    | Hautes-Alpes            | Provence-Alpes-Côte d'Azur | classé     | « PA00080621 », notice no PA00080621 | 44° 56′ 41″ nord, 6° 34′ 05″ est   |       |
| Maison et grange                                                          | Saint-Savin                           | Hautes-Pyrénées         | Occitanie                  | inscrit    | « PA00095416 », notice no PA00095416 | 42° 58′ 39″ nord, 0° 05′ 20″ ouest |       |
| Propriété de Nubar Bey                                                    | Garches                               | Hauts-de-Seine          | Île-de-France              | inscrit    | « PA00088110 », notice no PA00088110 | 48° 51′ 03″ nord, 2° 11′ 30″ est   |       |
| Hôtel Thouret                                                             | Neuilly-sur-Seine                     | Hauts-de-Seine          | Île-de-France              | inscrit    | « PA00088129 », notice no PA00088129 | 48° 53′ 38″ nord, 2° 16′ 08″ est   |       |
| Forteresse du Mont-Valérien                                               | Suresnes                              | Hauts-de-Seine          | Île-de-France              | inscrit    | « PA00088157 », notice no PA00088157 |                                    |       |
| Maison                                                                    | Loupian                               | Hérault                 | Occitanie                  | inscrit    | « PA00103493 », notice no PA00103493 | 43° 26′ 57″ nord, 3° 36′ 49″ est   |       |
| Église Saint-Étienne-de-Cavall de La Salvetat-sur-Agout                   | La Salvetat-sur-Agout                 | Hérault                 | Occitanie                  | inscrit    | « PA00103718 », notice no PA00103718 | 43° 36′ 36″ nord, 2° 42′ 06″ est   |       |
| Les Demoiselles de Langon                                                 | Langon                                | Ille-et-Vilaine         | Bretagne                   | classé     | « PA00090612 », notice no PA00090612 | 47° 43′ 16″ nord, 1° 51′ 16″ ouest |       |
| Manoir de la Giclais                                                      | Saint-Malo                            | Ille-et-Vilaine         | Bretagne                   | inscrit    | « PA00090869 », notice no PA00090869 | 48° 37′ 41″ nord, 1° 59′ 48″ ouest |       |
| Château du Courbat                                                        | Le Pêchereau                          | Indre                   | Centre-Val de Loire        | inscrit    | « PA00097428 », notice no PA00097428 | 46° 34′ 20″ nord, 1° 32′ 49″ est   |       |
| Vestiges gallo-romains                                                    | Saint-Marcel                          | Indre                   | Centre-Val de Loire        | classé     | « PA00097461 », notice no PA00097461 | 46° 36′ 01″ nord, 1° 30′ 54″ est   |       |
| Château de la Chatonnière                                                 | Azay-le-Rideau                        | Indre-et-Loire          | Centre-Val de Loire        | inscrit    | « PA00097547 », notice no PA00097547 | 47° 16′ 48″ nord, 0° 25′ 17″ est   |       |
| Moulin de Lecé                                                            | Chouzé-sur-Loire                      | Indre-et-Loire          | Centre-Val de Loire        | inscrit    | « PA00097694 », notice no PA00097694 | 47° 15′ 42″ nord, 0° 05′ 26″ est   |       |
| Château de Cinq-Mars-la-Pile                                              | Cinq-Mars-la-Pile                     | Indre-et-Loire          | Centre-Val de Loire        | classé     | « PA00097698 », notice no PA00097698 | 47° 20′ 56″ nord, 0° 27′ 48″ est   |       |
| Manoir du Puy                                                             | Dolus-le-Sec                          | Indre-et-Loire          | Centre-Val de Loire        | inscrit    | « PA00097741 », notice no PA00097741 | 47° 09′ 46″ nord, 0° 52′ 08″ est   |       |
| Château de Montgauger                                                     | Saint-Épain                           | Indre-et-Loire          | Centre-Val de Loire        | inscrit    | « PA00098073 », notice no PA00098073 | 47° 09′ 04″ nord, 0° 33′ 45″ est   |       |
| Chapelle du Petit-Saint-Martin                                            | Tours                                 | Indre-et-Loire          | Centre-Val de Loire        | inscrit    | « PA00098140 », notice no PA00098140 | 47° 23′ 40″ nord, 0° 40′ 45″ est   |       |
| Église Saint-Laurent de Monsteroux-Milieu                                 | Monsteroux-Milieu                     | Isère                   | Auvergne-Rhône-Alpes       | classé     | « PA00117223 », notice no PA00117223 | 45° 25′ 47″ nord, 4° 56′ 43″ est   |       |
| Château de Montseveroux                                                   | Montseveroux                          | Isère                   | Auvergne-Rhône-Alpes       | inscrit    | « PA00117226 », notice no PA00117226 | 45° 25′ 43″ nord, 4° 58′ 16″ est   |       |
| Maison Burgaud                                                            | Tullins                               | Isère                   | Auvergne-Rhône-Alpes       | classé     | « PA00117303 », notice no PA00117303 | 45° 18′ 04″ nord, 5° 29′ 19″ est   |       |
| Hôtel Guigue de Maisod                                                    | Lons-le-Saunier                       | Jura                    | Bourgogne-Franche-Comté    | inscrit    | « PA00101893 », notice no PA00101893 | 46° 40′ 33″ nord, 5° 33′ 17″ est   |       |
| Tumulus                                                                   | Lons-le-Saunier                       | Jura                    | Bourgogne-Franche-Comté    | classé     | « PA00101945 », notice no PA00101945 | 46° 40′ 07″ nord, 5° 31′ 58″ est   |       |
| Ancienne église Notre-Dame de Maylis                                      | Maylis                                | Landes                  | Nouvelle-Aquitaine         | inscrit    | « PA00083969 », notice no PA00083969 | 43° 41′ 47″ nord, 0° 40′ 50″ ouest |       |
| Église Sainte-Madeleine de Port-de-Lanne                                  | Port-de-Lanne                         | Landes                  | Nouvelle-Aquitaine         | inscrit    | « PA00083999 », notice no PA00083999 | 43° 33′ 57″ nord, 1° 10′ 40″ ouest |       |
| Château de Marcheval                                                      | Millançay                             | Loir-et-Cher            | Centre-Val de Loire        | inscrit    | « PA00098491 », notice no PA00098491 | 47° 29′ 33″ nord, 1° 46′ 06″ est   |       |
| Château de Monteaux et moulin de Gièvre                                   | Monteaux                              | Loir-et-Cher            | Centre-Val de Loire        | inscrit    | « PA00098498 », notice no PA00098498 | 47° 29′ 02″ nord, 1° 06′ 31″ est   |       |
| Hôtel Scheult                                                             | Nantes                                | Loire-Atlantique        | Pays de la Loire           | classé     | « PA00108671 », notice no PA00108671 | 47° 12′ 43″ nord, 1° 33′ 44″ ouest |       |
| Passage Pommeraye                                                         | Nantes                                | Loire-Atlantique        | Pays de la Loire           | classé     | « PA00108756 », notice no PA00108756 | 47° 12′ 49″ nord, 1° 33′ 35″ ouest |       |
| Château d'Augerville                                                      | Augerville-la-Rivière                 | Loiret                  | Centre-Val de Loire        | inscrit    | « PA00098680 », notice no PA00098680 | 48° 15′ 04″ nord, 2° 26′ 20″ est   |       |
| Pont-canal de Briare                                                      | Briare                                | Loiret                  | Centre-Val de Loire        | inscrit    | « PA00098723 », notice no PA00098723 | 47° 37′ 52″ nord, 2° 44′ 10″ est   |       |
| Moulin de Gaillardin                                                      | Chapelon                              | Loiret                  | Centre-Val de Loire        | inscrit    | « PA00098734 », notice no PA00098734 | 48° 02′ 12″ nord, 2° 34′ 25″ est   |       |
| Château de Montguignard                                                   | Pithiviers-le-Vieil                   | Loiret                  | Centre-Val de Loire        | inscrit    | « PA00098990 », notice no PA00098990 | 48° 10′ 10″ nord, 2° 10′ 43″ est   |       |
| Pont-canal de Saint-Firmin-sur-Loire                                      | Saint-Firmin-sur-Loire                | Loiret                  | Centre-Val de Loire        | inscrit    | « PA00099005 », notice no PA00099005 | 47° 37′ 53″ nord, 2° 44′ 05″ est   |       |
| Église Notre-Dame-de-l'Assomption de Cavagnac                             | Cavagnac                              | Lot                     | Occitanie                  | classé     | « PA00095054 », notice no PA00095054 | 45° 00′ 30″ nord, 1° 38′ 26″ est   |       |
| Église Saint-Pierre-ès-Liens de Francoulès                                | Francoulès                            | Lot                     | Occitanie                  | classé     | « PA00095094 », notice no PA00095094 | 44° 33′ 33″ nord, 1° 29′ 14″ est   |       |
| Église Notre-Dame de Camy                                                 | Luzech                                | Lot                     | Occitanie                  | inscrit    | « PA00095152 », notice no PA00095152 | 44° 29′ 13″ nord, 1° 15′ 34″ est   |       |
| Château de Charry                                                         | Montcuq                               | Lot                     | Occitanie                  | inscrit    | « PA00095175 », notice no PA00095175 | 44° 19′ 05″ nord, 1° 13′ 23″ est   |       |
| Église Saint-Germain de Rignac                                            | Rignac                                | Lot                     | Occitanie                  | inscrit    | « PA00095194 », notice no PA00095194 | 44° 48′ 19″ nord, 1° 41′ 42″ est   |       |
| Maison à tourelles                                                        | Rignac                                | Lot                     | Occitanie                  | inscrit    | « PA00095195 », notice no PA00095195 | 44° 48′ 19″ nord, 1° 41′ 41″ est   |       |
| Château de Laval                                                          | Trentels                              | Lot-et-Garonne          | Nouvelle-Aquitaine         | inscrit    | « PA00084259 », notice no PA00084259 | 44° 27′ 05″ nord, 0° 49′ 31″ est   |       |
| Église Saint-Laurent de Puylaurent                                        | La Bastide-Puylaurent                 | Lozère                  | Occitanie                  | inscrit    | « PA00103789 », notice no PA00103789 | 44° 32′ 11″ nord, 3° 52′ 42″ est   |       |
| Manoir de Chambon-le-Château                                              | Chambon-le-Château                    | Lozère                  | Occitanie                  | inscrit    | « PA00103810 », notice no PA00103810 | 44° 51′ 13″ nord, 3° 39′ 34″ est   |       |
| Presbytère de La Chapelle-sur-Oudon                                       | Segré-en-Anjou Bleu                   | Maine-et-Loire          | Pays de la Loire           | inscrit    | « PA00109026 », notice no PA00109026 | 47° 40′ 46″ nord, 0° 49′ 39″ ouest |       |
| Moulins à vent d'Ardenay                                                  | Chaudefonds-sur-Layon                 | Maine-et-Loire          | Pays de la Loire           | inscrit    | « PA00109036 », notice no PA00109036 | 47° 20′ 20″ nord, 0° 43′ 06″ ouest |       |
| Château de Chemillé                                                       | Chemillé-en-Anjou                     | Maine-et-Loire          | Pays de la Loire           | classé     | « PA00109040 », notice no PA00109040 | 47° 12′ 28″ nord, 0° 43′ 43″ ouest |       |
| Menhir de la Garde                                                        | Cholet                                | Maine-et-Loire          | Pays de la Loire           | inscrit    | « PA00109052 », notice no PA00109052 | 47° 02′ 39″ nord, 0° 49′ 51″ ouest |       |
| Pierre Plate                                                              | Cholet                                | Maine-et-Loire          | Pays de la Loire           | inscrit    | « PA00109053 », notice no PA00109053 | 47° 02′ 13″ nord, 0° 51′ 23″ ouest |       |
| Château de Souvigné                                                       | Denée                                 | Maine-et-Loire          | Pays de la Loire           | inscrit    | « PA00109074 », notice no PA00109074 | 47° 21′ 33″ nord, 0° 35′ 13″ ouest |       |
| Dolmen La Vacherie                                                        | Distré                                | Maine-et-Loire          | Pays de la Loire           | classé     | « PA00109083 », notice no PA00109083 | 47° 13′ 00″ nord, 0° 06′ 26″ ouest |       |
| Dolmen de l'Isle Briand                                                   | Le Lion-d'Angers                      | Maine-et-Loire          | Pays de la Loire           | inscrit    | « PA00109149 », notice no PA00109149 | 47° 37′ 07″ nord, 0° 41′ 44″ ouest |       |
| Prieuré de la Jaillette                                                   | Segré-en-Anjou Bleu                   | Maine-et-Loire          | Pays de la Loire           | inscrit    | « PA00109162 », notice no PA00109162 | 47° 40′ 22″ nord, 0° 46′ 00″ ouest |       |
| Moulins à vent des Grands Jardins                                         | Sèvremoine                            | Maine-et-Loire          | Pays de la Loire           | inscrit    | « PA00109191 », notice no PA00109191 | 47° 05′ 21″ nord, 1° 08′ 04″ ouest |       |
| Porte du Moulin                                                           | Montreuil-Bellay                      | Maine-et-Loire          | Pays de la Loire           | inscrit    | « PA00109204 », notice no PA00109204 | 47° 08′ 03″ nord, 0° 09′ 15″ ouest |       |
| Maison La Minotière                                                       | Montreuil-Bellay                      | Maine-et-Loire          | Pays de la Loire           | inscrit    | « PA00109200 », notice no PA00109200 | 47° 08′ 02″ nord, 0° 09′ 16″ ouest |       |
| Manoir                                                                    | Héauville                             | Manche                  | Normandie                  | inscrit    | « PA00110429 », notice no PA00110429 | 49° 34′ 29″ nord, 1° 47′ 37″ ouest |       |
| Château de Beaurepaire                                                    | Martinvast                            | Manche                  | Normandie                  | inscrit    | « PA00110448 », notice no PA00110448 | 49° 35′ 22″ nord, 1° 39′ 31″ ouest |       |
| Château                                                                   | Parigny                               | Manche                  | Normandie                  | inscrit    | « PA00110532 », notice no PA00110532 | 48° 35′ 32″ nord, 1° 04′ 46″ ouest |       |
| Église Notre-Dame de Beaunay                                              | Beaunay                               | Marne                   | Grand Est                  | classé     | « PA00078586 », notice no PA00078586 | 48° 53′ 16″ nord, 3° 52′ 34″ est   |       |
| Château Saint-Georges                                                     | Champigneul-Champagne                 | Marne                   | Grand Est                  | inscrit    | « PA00078655 », notice no PA00078655 | 48° 58′ 28″ nord, 4° 11′ 11″ est   |       |
| Menhir du Grand Coudray                                                   | Chantrigné                            | Mayenne                 | Pays de la Loire           | classé     | « PA00109480 », notice no PA00109480 | 48° 25′ 40″ nord, 0° 35′ 07″ ouest |       |
| Chapelle du Moulinet                                                      | Château-Gontier                       | Mayenne                 | Pays de la Loire           | inscrit    | « PA00109467 », notice no PA00109467 | 47° 49′ 52″ nord, 0° 44′ 10″ ouest |       |
| Château de la Pihoraye                                                    | Saint-Ellier-du-Maine                 | Mayenne                 | Pays de la Loire           | inscrit    | « PA00109578 », notice no PA00109578 | 48° 23′ 38″ nord, 1° 00′ 56″ ouest |       |
| Pierre au Renard                                                          | Saint-Georges-sur-Erve                | Mayenne                 | Pays de la Loire           | classé     | « PA00109599 », notice no PA00109599 | 48° 10′ 41″ nord, 0° 20′ 14″ ouest |       |
| Menhir de la Petite Thébauderie                                           | Saint-Thomas-de-Courceriers           | Mayenne                 | Pays de la Loire           | classé     | « PA00109615 », notice no PA00109615 | 48° 15′ 00″ nord, 0° 17′ 33″ ouest |       |
| Maison du Marchand                                                        | Lunéville                             | Meurthe-et-Moselle      | Grand Est                  | classé     | « PA00106083 », notice no PA00106083 | 48° 35′ 36″ nord, 6° 29′ 32″ est   |       |
| Maison Loppinet                                                           | Nancy                                 | Meurthe-et-Moselle      | Grand Est                  | inscrit    | « PA00106193 », notice no PA00106193 | 48° 41′ 15″ nord, 6° 10′ 14″ est   |       |
| Maison et atelier Vallin                                                  | Nancy                                 | Meurthe-et-Moselle      | Grand Est                  | inscrit    | « PA00106235 », notice no PA00106235 | 48° 41′ 24″ nord, 6° 11′ 35″ est   |       |
| Maison Chardot                                                            | Nancy                                 | Meurthe-et-Moselle      | Grand Est                  | inscrit    | « PA00106233 », notice no PA00106233 | 48° 41′ 52″ nord, 6° 10′ 31″ est   |       |
| Immeuble Génin-Louis                                                      | Nancy                                 | Meurthe-et-Moselle      | Grand Est                  | inscrit    | « PA00106263 », notice no PA00106263 | 48° 41′ 23″ nord, 6° 10′ 45″ est   |       |
| Immeuble                                                                  | Nancy                                 | Meurthe-et-Moselle      | Grand Est                  | inscrit    | « PA00106264 », notice no PA00106264 | 48° 41′ 31″ nord, 6° 11′ 03″ est   |       |
| Immeuble                                                                  | Nancy                                 | Meurthe-et-Moselle      | Grand Est                  | inscrit    | « PA54000082 », notice no PA54000082 | 48° 41′ 16″ nord, 6° 10′ 14″ est   |       |
| Brasserie Excelsior                                                       | Nancy                                 | Meurthe-et-Moselle      | Grand Est                  | classé     | « PA00106114 », notice no PA00106114 | 48° 41′ 27″ nord, 6° 10′ 32″ est   |       |
| Immeuble                                                                  | Nancy                                 | Meurthe-et-Moselle      | Grand Est                  | inscrit    | « PA00106231 », notice no PA00106231 | 48° 41′ 51″ nord, 6° 10′ 32″ est   |       |
| Immeuble Margo                                                            | Nancy                                 | Meurthe-et-Moselle      | Grand Est                  | inscrit    | « PA00106288 », notice no PA00106288 | 48° 41′ 30″ nord, 6° 10′ 36″ est   |       |
| Maison Houot                                                              | Nancy                                 | Meurthe-et-Moselle      | Grand Est                  | inscrit    | « PA00106177 », notice no PA00106177 | 48° 41′ 24″ nord, 6° 10′ 42″ est   |       |
| Immeuble                                                                  | Saint-Nicolas-de-Port                 | Meurthe-et-Moselle      | Grand Est                  | inscrit    | « PA00106363 », notice no PA00106363 | 48° 37′ 54″ nord, 6° 18′ 06″ est   |       |
| Château de l'Isle                                                         | Cousances-les-Forges                  | Meuse                   | Grand Est                  | classé     | « PA00106519 », notice no PA00106519 | 48° 36′ 40″ nord, 5° 05′ 01″ est   |       |
| Manoir de Deil                                                            | Allaire                               | Morbihan                | Bretagne                   | inscrit    | « PA00090974 », notice no PA00090974 | 47° 39′ 35″ nord, 2° 11′ 50″ ouest |       |
| Château de l'Étier                                                        | Béganne                               | Morbihan                | Bretagne                   | inscrit    | « PA00091023 », notice no PA00091023 | 47° 35′ 23″ nord, 2° 17′ 27″ ouest |       |
| Parcelle contenant des vestiges d'un édifice gallo-romain                 | Guer                                  | Morbihan                | Bretagne                   | classé     | « PA00091247 », notice no PA00091247 | 47° 54′ 16″ nord, 2° 10′ 15″ ouest |       |
| Fontaine de Locmeltro                                                     | Guern                                 | Morbihan                | Bretagne                   | classé     | « PA00091252 », notice no PA00091252 | 48° 02′ 48″ nord, 3° 08′ 44″ ouest |       |
| Chapelle Saint-Meldéoc de Locmeltro                                       | Guern                                 | Morbihan                | Bretagne                   | inscrit    | « PA00091249 », notice no PA00091249 | 48° 02′ 49″ nord, 3° 08′ 44″ ouest |       |
| Château de Romécourt                                                      | Azoudange                             | Moselle                 | Grand Est                  | inscrit    | « PA00106727 », notice no PA00106727 | 48° 42′ 47″ nord, 6° 49′ 52″ est   |       |
| Manoir de Bulcy                                                           | Bulcy                                 | Nièvre                  | Bourgogne-Franche-Comté    | inscrit    | « PA00112814 », notice no PA00112814 | 47° 14′ 37″ nord, 3° 01′ 38″ est   |       |
| Camp romain de Champallement                                              | Champallement                         | Nièvre                  | Bourgogne-Franche-Comté    | classé     | « PA00112821 », notice no PA00112821 | 47° 13′ 48″ nord, 3° 28′ 30″ est   |       |
| Église Saint-Étienne de Jaugenay                                          | Chevenon                              | Nièvre                  | Bourgogne-Franche-Comté    | classé     | « PA00112845 », notice no PA00112845 | 46° 53′ 43″ nord, 3° 14′ 33″ est   |       |
| Église Notre-Dame-de-l'Assomption de Montaron                             | Montaron                              | Nièvre                  | Bourgogne-Franche-Comté    | inscrit    | « PA00112919 », notice no PA00112919 | 46° 53′ 07″ nord, 3° 45′ 02″ est   |       |
| Château de la Chaise                                                      | Pazy                                  | Nièvre                  | Bourgogne-Franche-Comté    | inscrit    | « PA00112983 », notice no PA00112983 | 47° 13′ 59″ nord, 3° 40′ 07″ est   |       |
| Maison                                                                    | Douai                                 | Nord                    | Hauts-de-France            | inscrit    | « PA00107471 », notice no PA00107471 | 50° 22′ 08″ nord, 3° 04′ 39″ est   |       |
| Château de Socx                                                           | Socx                                  | Nord                    | Hauts-de-France            | inscrit    | « PA00107817 », notice no PA00107817 | 50° 56′ 22″ nord, 2° 25′ 54″ est   |       |
| Menhir de la Pierre                                                       | Ceaucé                                | Orne                    | Normandie                  | classé     | « PA00110761 », notice no PA00110761 | 48° 28′ 01″ nord, 0° 39′ 23″ ouest |       |
| Manoir de la Palue                                                        | Domfront                              | Orne                    | Normandie                  | inscrit    | « PA00110794 », notice no PA00110794 | 48° 34′ 08″ nord, 0° 37′ 11″ ouest |       |
| Dolmen du Jarrier                                                         | Saint-Sulpice-sur-Risle               | Orne                    | Normandie                  | classé     | « PA00110936 », notice no PA00110936 | 48° 46′ 24″ nord, 0° 39′ 33″ est   |       |
| Caserne des Mousquetaires-Noirs                                           | 12e arrondissement de Paris           | Paris                   | Île-de-France              | inscrit    | « PA00086564 », notice no PA00086564 | 48° 51′ 04″ nord, 2° 22′ 20″ est   |       |
| Hôpital de la Salpêtrière                                                 | 13e arrondissement de Paris           | Paris                   | Île-de-France              | classé     | « PA00086592 », notice no PA00086592 | 48° 50′ 16″ nord, 2° 21′ 51″ est   |       |
| Maison Planeix                                                            | 13e arrondissement de Paris           | Paris                   | Île-de-France              | inscrit    | « PA00086597 », notice no PA00086597 | 48° 49′ 24″ nord, 2° 22′ 26″ est   |       |
| Hôtel                                                                     | 16e arrondissement de Paris           | Paris                   | Île-de-France              | inscrit    | « PA00086678 », notice no PA00086678 | 48° 52′ 13″ nord, 2° 16′ 36″ est   |       |
| Hôtel d'Hallwyll                                                          | 3e arrondissement de Paris            | Paris                   | Île-de-France              | classé     | « PA00086136 », notice no PA00086136 | 48° 51′ 45″ nord, 2° 21′ 18″ est   |       |
| Maison des Filles de la Charité                                           | 7e arrondissement de Paris            | Paris                   | Île-de-France              | inscrit    | « PA00088789 », notice no PA00088789 | 48° 51′ 04″ nord, 2° 19′ 25″ est   |       |
| Hôtel Landolfo-Carcano                                                    | 8e arrondissement de Paris            | Paris                   | Île-de-France              | classé     | « PA00088826 », notice no PA00088826 | 48° 52′ 25″ nord, 2° 17′ 49″ est   |       |
| Le Palace                                                                 | 9e arrondissement de Paris            | Paris                   | Île-de-France              | classé     | « PA00088995 », notice no PA00088995 | 48° 52′ 19″ nord, 2° 20′ 35″ est   |       |
| Hôtel Bony                                                                | 9e arrondissement de Paris            | Paris                   | Île-de-France              | classé     | « PA00088912 », notice no PA00088912 | 48° 52′ 30″ nord, 2° 20′ 46″ est   |       |
| Maison                                                                    | Arras                                 | Pas-de-Calais           | Hauts-de-France            | classé     | « PA00108064 », notice no PA00108064 | 50° 17′ 34″ nord, 2° 46′ 45″ est   |       |
| Maison                                                                    | Arras                                 | Pas-de-Calais           | Hauts-de-France            | inscrit    | « PA00108068 », notice no PA00108068 | 50° 17′ 36″ nord, 2° 46′ 41″ est   |       |
| Hôtel de la Basecque                                                      | Arras                                 | Pas-de-Calais           | Hauts-de-France            | classé     | « PA00107971 », notice no PA00107971 | 50° 17′ 22″ nord, 2° 46′ 39″ est   |       |
| Maison                                                                    | Arras                                 | Pas-de-Calais           | Hauts-de-France            | inscrit    | « PA00108065 », notice no PA00108065 | 50° 17′ 34″ nord, 2° 46′ 44″ est   |       |
| Hôtel de la Verdure                                                       | Arras                                 | Pas-de-Calais           | Hauts-de-France            | classé     | « PA00107977 », notice no PA00107977 | 50° 17′ 22″ nord, 2° 46′ 40″ est   |       |
| Manoir de Gennes                                                          | Gennes-Ivergny                        | Pas-de-Calais           | Hauts-de-France            | inscrit    | « PA00108289 », notice no PA00108289 | 50° 15′ 45″ nord, 2° 02′ 40″ est   |       |
| Château de Givenchy-le-Noble                                              | Givenchy-le-Noble                     | Pas-de-Calais           | Hauts-de-France            | inscrit    | « PA00108290 », notice no PA00108290 | 50° 17′ 57″ nord, 2° 29′ 42″ est   |       |
| Maison de l'Argentier                                                     | Lillers                               | Pas-de-Calais           | Hauts-de-France            | inscrit    | « PA00108335 », notice no PA00108335 | 50° 33′ 51″ nord, 2° 28′ 49″ est   |       |
| Château de la Morande                                                     | Roquetoire                            | Pas-de-Calais           | Hauts-de-France            | inscrit    | « PA00108386 », notice no PA00108386 | 50° 40′ 38″ nord, 2° 20′ 39″ est   |       |
| Hôtel de Berghes                                                          | Saint-Omer                            | Pas-de-Calais           | Hauts-de-France            | inscrit    | « PA00108411 », notice no PA00108411 | 50° 44′ 56″ nord, 2° 15′ 26″ est   |       |
| Château de Willeman                                                       | Willeman                              | Pas-de-Calais           | Hauts-de-France            | inscrit    | « PA00108444 », notice no PA00108444 | 50° 21′ 17″ nord, 2° 08′ 59″ est   |       |
| Église Saint-Blaise de La Chapelle-Agnon                                  | La Chapelle-Agnon                     | Puy-de-Dôme             | Auvergne-Rhône-Alpes       | inscrit    | « PA00091952 », notice no PA00091952 | 45° 37′ 59″ nord, 3° 38′ 21″ est   |       |
| Chapelle du couvent des Carmes-Déchaux                                    | Clermont-Ferrand                      | Puy-de-Dôme             | Auvergne-Rhône-Alpes       | inscrit    | « PA00091981 », notice no PA00091981 | 45° 47′ 00″ nord, 3° 05′ 43″ est   |       |
| Château des Vergnes                                                       | Clermont-Ferrand                      | Puy-de-Dôme             | Auvergne-Rhône-Alpes       | inscrit    | « PA00091984 », notice no PA00091984 | 45° 48′ 47″ nord, 3° 07′ 42″ est   |       |
| Église Saint-Laurent                                                      | Clermont-Ferrand                      | Puy-de-Dôme             | Auvergne-Rhône-Alpes       | classé     | « PA00091991 », notice no PA00091991 | 45° 46′ 49″ nord, 3° 05′ 24″ est   |       |
| Château de Sampigny                                                       | Gerzat                                | Puy-de-Dôme             | Auvergne-Rhône-Alpes       | inscrit    | « PA00092131 », notice no PA00092131 | 45° 49′ 29″ nord, 3° 08′ 28″ est   |       |
| Église Saint-Antoine du Monestier                                         | Le Monestier                          | Puy-de-Dôme             | Auvergne-Rhône-Alpes       | classé     | « PA00092190 », notice no PA00092190 | 45° 33′ 49″ nord, 3° 39′ 46″ est   |       |
| Église Saint-Nicolas de Nonette                                           | Nonette                               | Puy-de-Dôme             | Auvergne-Rhône-Alpes       | classé     | « PA00092220 », notice no PA00092220 | 45° 28′ 34″ nord, 3° 16′ 44″ est   |       |
| Église Saint-Bonnet d'Orléat                                              | Orléat                                | Puy-de-Dôme             | Auvergne-Rhône-Alpes       | inscrit    | « PA00092232 », notice no PA00092232 | 45° 51′ 40″ nord, 3° 25′ 19″ est   |       |
| Pierre des Quatre Curés                                                   | Tauves                                | Puy-de-Dôme             | Auvergne-Rhône-Alpes       | classé     | « PA00092424 », notice no PA00092424 | 45° 35′ 18″ nord, 2° 39′ 21″ est   |       |
| Château des Horts                                                         | Thiers                                | Puy-de-Dôme             | Auvergne-Rhône-Alpes       | inscrit    | « PA00092429 », notice no PA00092429 | 45° 51′ 49″ nord, 3° 32′ 56″ est   |       |
| Séminaire Sainte-Marie                                                    | Oloron-Sainte-Marie                   | Pyrénées-Atlantiques    | Nouvelle-Aquitaine         | inscrit    | « PA00084469 », notice no PA00084469 | 43° 11′ 14″ nord, 0° 36′ 39″ ouest |       |
| Dolmen de Brangolí                                                        | Enveitg                               | Pyrénées-Orientales     | Occitanie                  | classé     | « PA00104017 », notice no PA00104017 | 42° 28′ 53″ nord, 1° 54′ 19″ est   |       |
| Église Saint-Pierre d'Auxy                                                | Auxy                                  | Saône-et-Loire          | Bourgogne-Franche-Comté    | inscrit    | « PA00113105 », notice no PA00113105 | 46° 56′ 58″ nord, 4° 24′ 14″ est   |       |
| Église Saint-Jean-l'Évangéliste de Barizey                                | Barizey                               | Saône-et-Loire          | Bourgogne-Franche-Comté    | classé     | « PA00113107 », notice no PA00113107 | 46° 47′ 20″ nord, 4° 40′ 35″ est   |       |
| Presbytère de Barizey                                                     | Barizey                               | Saône-et-Loire          | Bourgogne-Franche-Comté    | inscrit    | « PA00113108 », notice no PA00113108 | 46° 47′ 20″ nord, 4° 40′ 36″ est   |       |
| Château de Corcelle                                                       | Bourgvilain                           | Saône-et-Loire          | Bourgogne-Franche-Comté    | inscrit    | « PA00113129 », notice no PA00113129 | 46° 21′ 47″ nord, 4° 38′ 21″ est   |       |
| Maison forte de Corcelles                                                 | Charolles                             | Saône-et-Loire          | Bourgogne-Franche-Comté    | inscrit    | « PA00113200 », notice no PA00113200 | 46° 27′ 10″ nord, 4° 17′ 14″ est   |       |
| Château de l'Épervière                                                    | Gigny-sur-Saône                       | Saône-et-Loire          | Bourgogne-Franche-Comté    | inscrit    | « PA00113284 », notice no PA00113284 | 46° 39′ 16″ nord, 4° 56′ 41″ est   |       |
| Église de l'Assomption de Palinges                                        | Palinges                              | Saône-et-Loire          | Bourgogne-Franche-Comté    | inscrit    | « PA00113381 », notice no PA00113381 | 46° 33′ 12″ nord, 4° 13′ 08″ est   |       |
| Château de Champignolle                                                   | La Tagnière                           | Saône-et-Loire          | Bourgogne-Franche-Comté    | inscrit    | « PA00113484 », notice no PA00113484 | 46° 47′ 42″ nord, 4° 12′ 33″ est   |       |
| Château de Grenod                                                         | Uchizy                                | Saône-et-Loire          | Bourgogne-Franche-Comté    | inscrit    | « PA00113514 », notice no PA00113514 | 46° 29′ 48″ nord, 4° 52′ 12″ est   |       |
| Camp retranché d'Auvers-le-Hamon                                          | Auvers-le-Hamon                       | Sarthe                  | Pays de la Loire           | classé     | « PA00109668 », notice no PA00109668 | 47° 55′ 56″ nord, 0° 20′ 38″ ouest |       |
| Château de la Grifferie                                                   | Luché-Pringé                          | Sarthe                  | Pays de la Loire           | inscrit    | « PA00109781 », notice no PA00109781 | 47° 40′ 40″ nord, 0° 09′ 19″ est   |       |
| Église Saint-Aubin de Saint-Aubin-des-Coudrais                            | Saint-Aubin-des-Coudrais              | Sarthe                  | Pays de la Loire           | classé     | « PA00109928 », notice no PA00109928 | 48° 10′ 20″ nord, 0° 35′ 16″ est   |       |
| Dolmen d'Amenon                                                           | Saint-Germain-d'Arcé                  | Sarthe                  | Pays de la Loire           | classé     | « PA00109941 », notice no PA00109941 | 47° 38′ 12″ nord, 0° 15′ 12″ est   |       |
| Chapelle Notre-Dame-des-Champs de Saint-Jean-d'Assé                       | Saint-Jean-d'Assé                     | Sarthe                  | Pays de la Loire           | inscrit    | « PA00109945 », notice no PA00109945 | 48° 08′ 39″ nord, 0° 07′ 29″ est   |       |
| Chapelle Saint-Julien de Saint-Marceau                                    | Saint-Marceau                         | Sarthe                  | Pays de la Loire           | inscrit    | « PA00109948 », notice no PA00109948 | 48° 10′ 44″ nord, 0° 07′ 32″ est   |       |
| Manoir du Petit-Béru                                                      | Vallon-sur-Gée                        | Sarthe                  | Pays de la Loire           | classé     | « PA00109984 », notice no PA00109984 | 47° 58′ 24″ nord, 0° 04′ 31″ ouest |       |
| Église Saint-Denis de Vezot                                               | Vezot                                 | Sarthe                  | Pays de la Loire           | classé     | « PA00109987 », notice no PA00109987 | 48° 21′ 09″ nord, 0° 17′ 29″ est   |       |
| Église Saint-Nicolas de Cevins                                            | Cevins                                | Savoie                  | Auvergne-Rhône-Alpes       | inscrit    | « PA00118221 », notice no PA00118221 | 45° 35′ 31″ nord, 6° 27′ 27″ est   |       |
| Abbaye de Villechasson                                                    | Chevry-en-Sereine                     | Seine-et-Marne          | Île-de-France              | inscrit    | « PA00086892 », notice no PA00086892 | 48° 14′ 57″ nord, 2° 58′ 30″ est   |       |
| Maison Pierrotet                                                          | Fontainebleau                         | Seine-et-Marne          | Île-de-France              | inscrit    | « PA00087000 », notice no PA00087000 | 48° 24′ 07″ nord, 2° 41′ 27″ est   |       |
| Croix de Pierre                                                           | Bouville                              | Seine-Maritime          | Normandie                  | classé     | « PA00100582 », notice no PA00100582 | 49° 33′ 26″ nord, 0° 53′ 56″ est   |       |
| Manufacture de tissage de laine Louis-Henri Delarue                       | Elbeuf                                | Seine-Maritime          | Normandie                  | inscrit    | « PA00100638 », notice no PA00100638 | 49° 17′ 33″ nord, 1° 00′ 12″ est   |       |
| Château d'Orcher                                                          | Gonfreville-l'Orcher                  | Seine-Maritime          | Normandie                  | classé     | « PA00100674 », notice no PA00100674 | 49° 29′ 48″ nord, 0° 14′ 47″ est   |       |
| Église Saint-Pierre de Longueil                                           | Longueil                              | Seine-Maritime          | Normandie                  | classé     | « PA00100741 », notice no PA00100741 | 49° 53′ 05″ nord, 0° 57′ 18″ est   |       |
| Église Saint-Denis de Rebets                                              | Rebets                                | Seine-Maritime          | Normandie                  | classé     | « PA00100797 », notice no PA00100797 | 49° 30′ 40″ nord, 1° 23′ 28″ est   |       |
| Abbaye Saint-Amand                                                        | Rouen                                 | Seine-Maritime          | Normandie                  | classé     | « PA00100798 », notice no PA00100798 | 49° 26′ 59″ nord, 1° 05′ 23″ est   |       |
| Couvent des Dominicains                                                   | Rouen                                 | Seine-Maritime          | Normandie                  | inscrit    | « PA00100809 », notice no PA00100809 | 49° 26′ 48″ nord, 1° 06′ 03″ est   |       |
| Maison à pans de bois                                                     | Rouen                                 | Seine-Maritime          | Normandie                  | inscrit    | « PA00100999 », notice no PA00100999 | 49° 26′ 32″ nord, 1° 06′ 31″ est   |       |
| Château de Saint-Aubin-sur-Mer                                            | Saint-Aubin-sur-Mer                   | Seine-Maritime          | Normandie                  | inscrit    | « PA00101023 », notice no PA00101023 | 49° 53′ 17″ nord, 0° 52′ 49″ est   |       |
| Église Saint-Maurice de Saint-Maurice-d'Ételan                            | Saint-Maurice-d'Ételan                | Seine-Maritime          | Normandie                  | classé     | « PA00101039 », notice no PA00101039 | 49° 27′ 42″ nord, 0° 37′ 07″ est   |       |
| Château de Valmont                                                        | Valmont                               | Seine-Maritime          | Normandie                  | classé     | « PA00101076 », notice no PA00101076 | 49° 44′ 27″ nord, 0° 30′ 49″ est   |       |
| Château des Cèdres                                                        | Montfermeil                           | Seine-Saint-Denis       | Île-de-France              | inscrit    | « PA00079936 », notice no PA00079936 | 48° 53′ 55″ nord, 2° 34′ 02″ est   |       |
| Église Saint-Pierre d'Ault                                                | Ault                                  | Somme                   | Hauts-de-France            | classé     | « PA00116084 », notice no PA00116084 | 50° 06′ 03″ nord, 1° 26′ 54″ est   |       |
| Château de Namps-au-Mont                                                  | Namps-Maisnil                         | Somme                   | Hauts-de-France            | inscrit    | « PA00116207 », notice no PA00116207 | 49° 48′ 51″ nord, 2° 06′ 52″ est   |       |
| Moulin Westmolen                                                          | Naours                                | Somme                   | Hauts-de-France            | inscrit    | « PA00116210 », notice no PA00116210 | 50° 02′ 07″ nord, 2° 16′ 53″ est   |       |
| Château de Regnière-Écluse                                                | Regnière-Écluse                       | Somme                   | Hauts-de-France            | inscrit    | « PA00116226 », notice no PA00116226 | 50° 16′ 55″ nord, 1° 46′ 25″ est   |       |
| Château de Vauchelles-lès-Domart                                          | Vauchelles-lès-Domart                 | Somme                   | Hauts-de-France            | classé     | « PA00116261 », notice no PA00116261 | 50° 03′ 10″ nord, 2° 03′ 18″ est   |       |
| Église Saint-Barthélemy de Lauzerte                                       | Lauzerte                              | Tarn-et-Garonne         | Occitanie                  | inscrit    | « PA00095775 », notice no PA00095775 | 44° 15′ 26″ nord, 1° 08′ 17″ est   |       |
| Hôtel de Mézières                                                         | Eaubonne                              | Val-d'Oise              | Île-de-France              | classé     | « PA00080043 », notice no PA00080043 | 48° 59′ 33″ nord, 2° 16′ 56″ est   |       |
| Grande Pierre de Jouy                                                     | Jouy-le-Moutier                       | Val-d'Oise              | Île-de-France              | classé     | « PA00080099 », notice no PA00080099 | 49° 01′ 17″ nord, 2° 02′ 06″ est   |       |
| Polissoir de la forêt du Lay                                              | Nesles-la-Vallée                      | Val-d'Oise              | Île-de-France              | classé     | « PA00080141 », notice no PA00080141 | 49° 08′ 55″ nord, 2° 11′ 32″ est   |       |
| Église Sainte-Geneviève de Puiseux-en-France                              | Puiseux-en-France                     | Val-d'Oise              | Île-de-France              | inscrit    | « PA00080178 », notice no PA00080178 | 49° 04′ 05″ nord, 2° 28′ 40″ est   |       |
| Maison de l'Escuyer                                                       | Saint-Brice-sous-Forêt                | Val-d'Oise              | Île-de-France              | inscrit    | « PA00080189 », notice no PA00080189 | 48° 59′ 57″ nord, 2° 21′ 24″ est   |       |
| Château du Parangon                                                       | Joinville-le-Pont                     | Val-de-Marne            | Île-de-France              | inscrit    | « PA00079882 », notice no PA00079882 | 48° 48′ 50″ nord, 2° 28′ 15″ est   |       |
| Villa Médicis                                                             | Saint-Maur-des-Fossés                 | Val-de-Marne            | Île-de-France              | inscrit    | « PA00079903 », notice no PA00079903 | 48° 47′ 35″ nord, 2° 30′ 55″ est   |       |
| Chartreuse de la Verne                                                    | Collobrières                          | Var                     | Provence-Alpes-Côte d'Azur | classé     | « PA00081578 », notice no PA00081578 | 43° 14′ 09″ nord, 6° 24′ 04″ est   |       |
| Aqueduc des Cinq-Ponts                                                    | Cuers                                 | Var                     | Provence-Alpes-Côte d'Azur | inscrit    | « PA00081586 », notice no PA00081586 | 43° 14′ 25″ nord, 6° 03′ 54″ est   |       |
| Chapelle des Pénitents de Grimaud                                         | Grimaud                               | Var                     | Provence-Alpes-Côte d'Azur | inscrit    | « PA00081631 », notice no PA00081631 | 43° 16′ 26″ nord, 6° 31′ 06″ est   |       |
| Le Plantier de Costebelle                                                 | Hyères                                | Var                     | Provence-Alpes-Côte d'Azur | inscrit    | « PA00081650 », notice no PA00081650 |                                    |       |
| Immeuble                                                                  | Avignon                               | Vaucluse                | Provence-Alpes-Côte d'Azur | inscrit    | « PA00081887 », notice no PA00081887 | 43° 56′ 49″ nord, 4° 48′ 36″ est   |       |
| Église Saint-Jean-Baptiste du Barroux                                     | Le Barroux                            | Vaucluse                | Provence-Alpes-Côte d'Azur | inscrit    | « PA00081958 », notice no PA00081958 | 44° 08′ 11″ nord, 5° 06′ 00″ est   |       |
| Église Saint-Martin de Bollène                                            | Bollène                               | Vaucluse                | Provence-Alpes-Côte d'Azur | inscrit    | « PA00081972 », notice no PA00081972 | 44° 16′ 48″ nord, 4° 45′ 01″ est   |       |
| Fontaine Bellecroix                                                       | Courthézon                            | Vaucluse                | Provence-Alpes-Côte d'Azur | inscrit    | « PA00082031 », notice no PA00082031 | 44° 05′ 15″ nord, 4° 53′ 10″ est   |       |
| Commanderie de Joucas                                                     | Joucas                                | Vaucluse                | Provence-Alpes-Côte d'Azur | inscrit    | « PA00082057 », notice no PA00082057 | 43° 55′ 32″ nord, 5° 15′ 05″ est   |       |
| Immeuble                                                                  | Sainte-Cécile-les-Vignes              | Vaucluse                | Provence-Alpes-Côte d'Azur | inscrit    | « PA00082144 », notice no PA00082144 | 44° 14′ 44″ nord, 4° 53′ 10″ est   |       |
| Château de la Ménardière                                                  | Saint-Pierre-du-Chemin                | Vendée                  | Pays de la Loire           | inscrit    | « PA00110260 », notice no PA00110260 | 46° 42′ 37″ nord, 0° 41′ 20″ ouest |       |
| Moulin à vent de Rairé                                                    | Sallertaine                           | Vendée                  | Pays de la Loire           | inscrit    | « PA00110269 », notice no PA00110269 | 46° 51′ 49″ nord, 1° 58′ 47″ ouest |       |
| Gentilhommière de la Rie                                                  | Vellèches                             | Vienne                  | Nouvelle-Aquitaine         | inscrit    | « PA00105758 », notice no PA00105758 | 46° 56′ 09″ nord, 0° 31′ 34″ est   |       |
| Théâtre du Peuple                                                         | Bussang                               | Vosges                  | Grand Est                  | classé     | « PA00107098 », notice no PA00107098 | 47° 52′ 56″ nord, 6° 50′ 50″ est   |       |
| Prieuré                                                                   | Morizécourt                           | Vosges                  | Grand Est                  | inscrit    | « PA00107208 », notice no PA00107208 | 48° 04′ 04″ nord, 5° 51′ 25″ est   |       |
| Chapelle du Beugnon                                                       | Arcy-sur-Cure                         | Yonne                   | Bourgogne-Franche-Comté    | inscrit    | « PA00113574 », notice no PA00113574 | 47° 37′ 19″ nord, 3° 47′ 07″ est   |       |
| Manoir de Grésigny                                                        | Beauvilliers                          | Yonne                   | Bourgogne-Franche-Comté    | inscrit    | « PA00113617 », notice no PA00113617 | 47° 24′ 43″ nord, 4° 02′ 45″ est   |       |
| Château de Chastellux                                                     | Chastellux-sur-Cure                   | Yonne                   | Bourgogne-Franche-Comté    | classé     | « PA00113641 », notice no PA00113641 | 47° 23′ 32″ nord, 3° 53′ 24″ est   |       |
| Château de Cisery                                                         | Cisery                                | Yonne                   | Bourgogne-Franche-Comté    | inscrit    | « PA00113649 », notice no PA00113649 | 47° 30′ 29″ nord, 4° 03′ 47″ est   |       |
| Église de l'Assomption de Cudot                                           | Cudot                                 | Yonne                   | Bourgogne-Franche-Comté    | inscrit    | « PA00113668 », notice no PA00113668 | 47° 59′ 01″ nord, 3° 10′ 49″ est   |       |
| Église de Mézilles                                                        | Mézilles                              | Yonne                   | Bourgogne-Franche-Comté    | inscrit    | « PA00113739 », notice no PA00113739 | 47° 42′ 04″ nord, 3° 10′ 20″ est   |       |
| Croix de chemin de Pontaubert                                             | Pontaubert                            | Yonne                   | Bourgogne-Franche-Comté    | classé     | « PA00113786 », notice no PA00113786 | 47° 29′ 05″ nord, 3° 52′ 00″ est   |       |
| Éolienne de La Postolle                                                   | La Postolle                           | Yonne                   | Bourgogne-Franche-Comté    | inscrit    | « PA00113791 », notice no PA00113791 | 48° 16′ 55″ nord, 3° 26′ 44″ est   |       |
| Église de Trichey                                                         | Trichey                               | Yonne                   | Bourgogne-Franche-Comté    | inscrit    | « PA00113919 », notice no PA00113919 | 47° 55′ 51″ nord, 4° 08′ 20″ est   |       |
| Manoir Desfourneaux                                                       | Vézelay                               | Yonne                   | Bourgogne-Franche-Comté    | inscrit    | « PA00113934 », notice no PA00113934 | 47° 27′ 54″ nord, 3° 44′ 44″ est   |       |
| Église de Villiers-sur-Tholon                                             | Villiers-sur-Tholon                   | Yonne                   | Bourgogne-Franche-Comté    | inscrit    | « PA00113953 », notice no PA00113953 | 47° 53′ 19″ nord, 3° 20′ 16″ est   |       |
| Église de Voutenay-sur-Cure                                               | Voutenay-sur-Cure                     | Yonne                   | Bourgogne-Franche-Comté    | inscrit    | « PA00113958 », notice no PA00113958 | 47° 33′ 36″ nord, 3° 47′ 20″ est   |       |
| Château de Béhoust                                                        | Béhoust                               | Yvelines                | Île-de-France              | inscrit    | « PA00087368 », notice no PA00087368 | 48° 49′ 53″ nord, 1° 43′ 21″ est   |       |
| Propriété de Maurice Denis                                                | Saint-Germain-en-Laye                 | Yvelines                | Île-de-France              | classé     | « PA00087629 », notice no PA00087629 | 48° 53′ 34″ nord, 2° 05′ 14″ est   |       |
| Maison des musiciens italiens                                             | Versailles                            | Yvelines                | Île-de-France              | classé     | « PA00087757 », notice no PA00087757 | 48° 48′ 05″ nord, 2° 08′ 48″ est   |       |